# Imadateiella shideiana
Imadateiella shideiana är en urinsektsart som först beskrevs av Imadaté 1964.  Imadateiella shideiana ingår i släktet Imadateiella och familjen lönntrevfotingar.

## Underarter
Arten delas in i följande underarter:
- I. s. shideiana
- I. s. eos